# Thomas Lenz
Thomas Lenz (* 24. März 1960 in Oldenburg in Holstein) ist ein deutscher politischer Beamter. Er war von 2006 bis 2021 Staatssekretär im Innenministerium des Landes Mecklenburg-Vorpommern.

## Leben und Beruf
Nach dem 1979 in Lütjenburg abgelegten Abitur und dem Wehrdienst bei der Bundesmarine absolvierte Lenz von 1980 bis 1985 ein Studium der Rechtswissenschaften an der Christian-Albrechts-Universität in Kiel. 1986 legte er die erste juristische Staatsprüfung in Schleswig ab, 1989/1990 folgte die Große juristische Staatsprüfung in Hamburg. Anschließend erhielt Lenz die Zulassung als Rechtsanwalt.
Im Juni 1990 wurde er Berater des Regierungsbevollmächtigten für den Bezirk Schwerin, im Oktober 1990 stieg er in die Landesverwaltung Mecklenburg-Vorpommerns ein und wurde Referent im Innenministerium. Von 1992 bis 1994 war er Büroleiter des Ministerpräsidenten Berndt Seite, anschließend von 1995 bis 1998 Abteilungsleiter in der Staatskanzlei von Mecklenburg-Vorpommern. Ab 1999 bis zu seiner Ernennung zum Staatssekretär 2006 wirkte er ebenfalls als Abteilungsleiter im Landesumweltministerium und war dort für Personal, Haushalt und Controlling verantwortlich.
Thomas Lenz ist evangelisch-lutherischer Konfession, verheiratet und hat drei Kinder.

## Politik
Der Christlich Demokratischen Union Deutschlands (CDU) gehört Lenz seit 1978 an. Seit 1985 ist er zudem Mitglied der Christlich-Demokratischen Arbeitnehmerschaft (CDA) und war von 2003 bis 2012 CDA-Landesvorsitzender in Mecklenburg-Vorpommern, seitdem stellvertretender Landesvorsitzender.
Im November 2006 wurde er zum Staatssekretär im Innenministerium des Landes ernannt. Dieses Amt hatte er bis 2021 unter den Ministern Lorenz Caffier und Torsten Renz inne.